# 大溪镇 (秀山县)
大溪镇，是中华人民共和国重庆市秀山土家族苗族自治县下辖的一个乡镇级行政单位。2025年1月26日，撤銷大溪鄉，設立大溪鎮。

## 行政区划
大溪镇下辖以下地区：
河西村、丰联村、力大村、丰胡村、下大溪村和前进村。